# Leptura rufomaculata
Leptura rufomaculata es una especie de escarabajo longicornio del género Leptura, categorizada en la tribu Lepturini, de la subfamilia Lepturinae. Fue descrita por Fairmaire en 1895.

## Descripción
Mide 19 mm de longitud.

## Distribución
Se distribuye por Vietnam.